# Ченстохова
Ченстохо́ва (пол. Częstochowa МФА: [t͡ʂɛ̃stɔˈxɔva]о файле, чеш. Čenstochová, нем. Tschenstochau), также известен как Ченстохо́в (русское название в составе Российской империи) или Ченстохо́во — город на юге Польши в Силезском воеводстве, на реке Варте, столица Ченстоховского повята и городской повят. Главный духовный центр Польши и место паломничества, связанное с Ченстоховской иконой Богородицы. По данным на июнь 2018 года, население составляет 223 322 человека. Хотя Ченстохова была включена в состав Силезского воеводства в 1999 году, исторически и культурно она является частью Малой Польши, а не Силезии. Желая подчеркнуть свои отношения с Малой Польшей и Краковом, Ченстохова стала частью организации «Малопольских городов и гмин».
Ченстохова это крупнейший город Малопольши по численности населения, который в 1999 году был включен в состав Силезского воеводства. Ченстохова также является третьим по величине городом в Малопольше (после Кракова и Люблина) и вторым по величине городом в Малопольше (после Люблина), которые в 1815-1917 годах входили в состав Российской империи.

## Название
Согласно Географическому словарю царства Польского и других славянских стран, название города образовано от имени Ченстоха, легендарного основателя, упомянутого в Гнезненской булле римского папы Иннокентия II.
Существует народная этимология, объясняющая название фразой «często chowa się» — «часто прячется».

## История
Первые упоминания о Ченстохове появились в 1220 году, но стала городом в XIV веке (между 1370 и 1377 годами), а в 1826 году были объединены города Ченстохова и Ченстоховка (городской статус с 1717 года). По 1793 год город в Речи Посполитой (Малопольская провинция — Краковское воеводство).
С 1793 года после второго раздела относился к Пруссии, 1807—1815 в Варшавском герцогстве (Калишский департамент). В 1815—1917 годах — в Царстве Польском (Петроковская губерния Российской империи). С 1866 столица повята. В 1909 году в городе прошла Промышленно-сельскохозяйственная выставка.
По окончании Первой мировой войны в Польской Республике (Келецкое воеводство), с 1933 года — городской повят.
В 1939 году город находился вблизи границы с Германией и был захвачен 2—3 сентября 1939, после чего включён в состав Генерал-губернаторства, дистрикт Радом. В дальнейшем, немецкой оккупационной администрацией здесь был создано гетто и концентрационный лагерь для военнопленных «шталаг № 367».
В апреле 1942 года в Ченстохове было создано еврейское гетто (численность населения гетто доходила до 48 000 человек). В ходе ликвидации Ченстоховского гетто было поднято восстание, жестоко подавленное нацистами. Осенью 1942 евреи гетто были погружены на станции Ченстохова Варта в поезда и отправлены на ликвидацию в лагерь Треблинка.
В 1944-45 годах в Ченстохову из Радома была перенесена столица дистрикта Радом. 16—17 января 1945 года застигнутые врасплох германские войска были выбиты из Ченстоховы внезапным и стремительным ударом танковых частей наступающей Красной армии (прорыв Хохрякова, см. Освобождение Ченстоховы). В городе в это время находилось руководство Армии Крайовой, бежавшее после неудачного Варшавского восстания, которое 19 января издало приказ о её роспуске и прекращении подпольной борьбы.
После 1945 года Ченстохова снова вошла в Келецкое воеводство (по 1950 год), позже в Катовицком воеводстве (1950—1975). C 1975 по 1998 годы Ченстохова была центром Ченстоховского воеводства, после административной реформы 1998 года входит в состав Силезского воеводства.

## Климат
Ченстохова находится в зоне умеренного климата. В среднем на сутки приходится по 4 солнечных часа. Наибольшее количество инсоляции в году приходится на июнь, ввиду большей продолжительности дня.
В Ченстохове безветренные дни редки. Дни полного штиля составляют в среднем на 9,2 % в год. Преобладают западные ветры (18 %) и юго-западные — (18,2 %). Они же являются самыми сильными — 2,2 м/с. Реже всего бывают северные ветры (7,7 %) и северо-восточные (7,4 %).

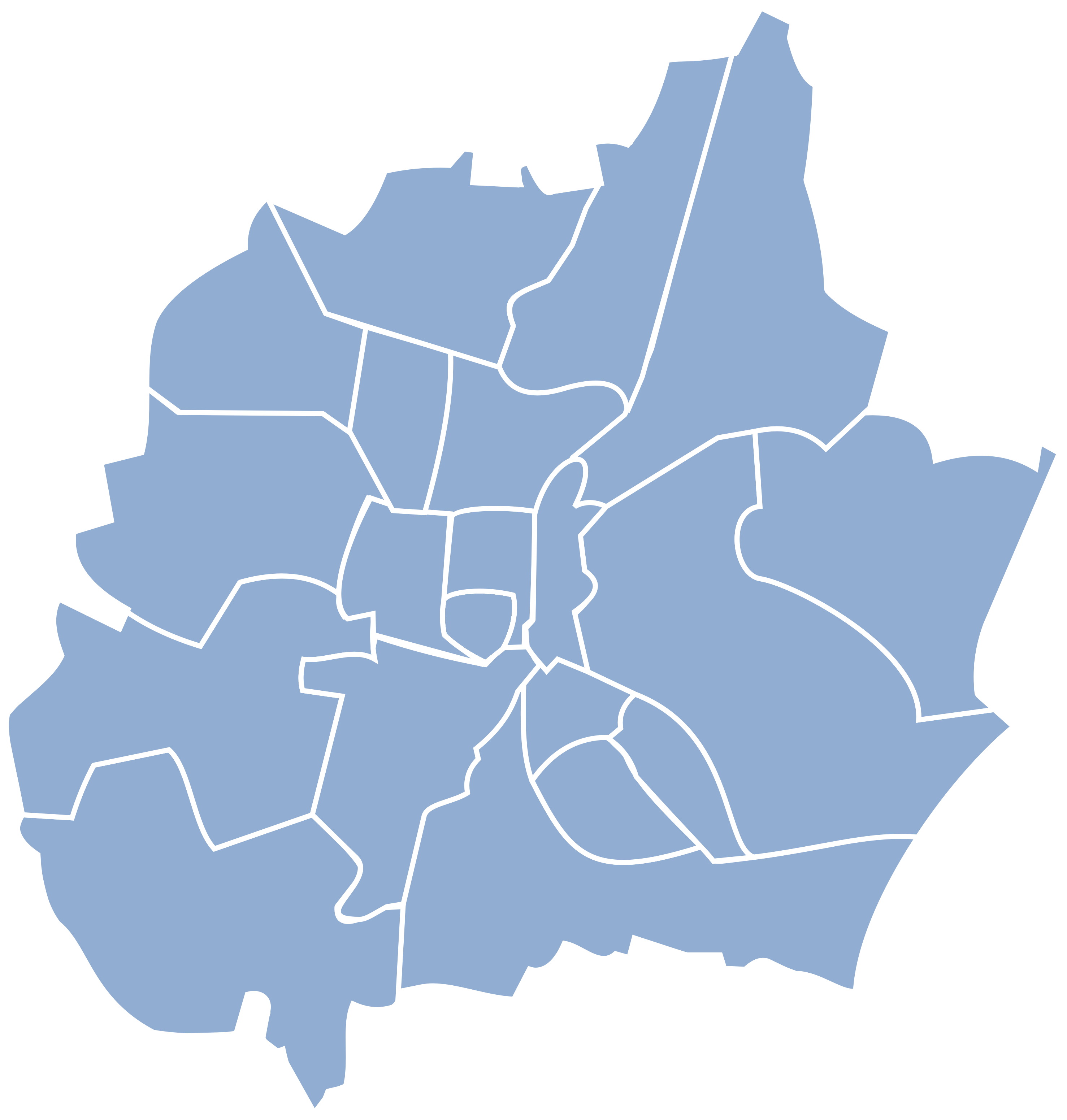
Административное деление города

| Показатель                    | Янв. | Фев. | Март | Апр. | Май | Июнь | Июль | Авг. | Сен. | Окт. | Нояб. | Дек. | Год |
| ----------------------------- | ---- | ---- | ---- | ---- | --- | ---- | ---- | ---- | ---- | ---- | ----- | ---- | --- |
| Средний суточный максимум, °C | −1   | 1    | 6    | 14   | 20  | 23   | 24   | 23   | 18   | 12   | 3     | 1    | 12  |
| Средняя температура, °C       | −5   | −4   | 2    | 9    | 12  | 17   | 18   | 17   | 14   | 9    | 1     | −2   | 7   |
| Средний суточный минимум, °C  | −9   | −6   | −1   | 3    | 7   | 11   | 12   | 10   | 8    | 5    | −1    | −3   | 3   |
| Норма осадков, мм             | 35   | 32   | 33   | 39   | 69  | 80   | 86   | 75   | 48   | 40   | 41    | 37   | 615 |
| Источник: allmetsat           |      |      |      |      |     |      |      |      |      |      |       |      |     |

## Политика и местное самоуправление
Ченстохова — город с правами повята.
Главой города является Президент. С 2010 года эту должность занимает Кшиштоф Матьящик.
Законодательным органом города является Ченстоховский городской совет, состоящий из 28 депутатов.

## Административное деление
Старый город Ченстохова и город Ченстоховка были объединены в один город в 1826 году. Растущий город был расширен позже за счёт присоединения пригородов (Страдом, Ракув, Блэшно, Дзбов, Гначин и так далее). В настоящее время Ченстохова включает 20 дзельниц — городских районов.

## Население
| Год  | Численность | Численность |
| ---- | ----------- | ----------- |
| 1976 | 203 000     | [ 15 ]      |
| 2016 | 228 179     | [ 16 ]      |
| 2018 | 223 322     | [ 17 ]      |
| 2021 | 213 107     | [ 18 ]      |
| 2023 | 204 730     | [ 19 ]      |

## Достопримечательности
Город знаменит прежде всего чудотворной Ченстоховской иконой Божией Матери, хранящейся с 1382 года в Ясногорском монастыре. Оборона Ясногорского монастыря в ходе польско-шведской войны XVII века описывается в романе Генрика Сенкевича «Потоп». Через весь город, из Старого города к Ясной горе с востока на запад проходит главная улица: прямой бульвар, который называется Аллея Пресвятой Девы Марии.

### Музеи Ясной горы
- Музей 600-летия (открыт в 1982 году)
- Сокровищница (дары, поднесённые иконе)
- Рыцарский зал
- Библиотека

### Городские музеи
- Ченстоховская ратуша (пл. Беганьского)
- Галерея Живописи и Скульптуры (Кафедральная, 8)
- Дом поэзии. Музей Халины Посвятовской (Ясногорская, 23)
- Музей истории железной дороги на вокзале Ченстохова-Страдом
- Музей добычи железной руды, единственный в Польше (парк Сташица)
- Этнографический павильон (парк Сташица)
- Обсерватория/планетарий (парк Сташица)

## Культура, наука, образование
В городе имеются:
- Театр им. Адама Мицкевича
- Филармония им. Бронислава Губермана
- Центр Продвижения Культуры Gaude Mater
- Средняя и высшая школы искусств
- Ченстоховский технический университет
- Университет им. Яна Длугоша
- Полонийная академия

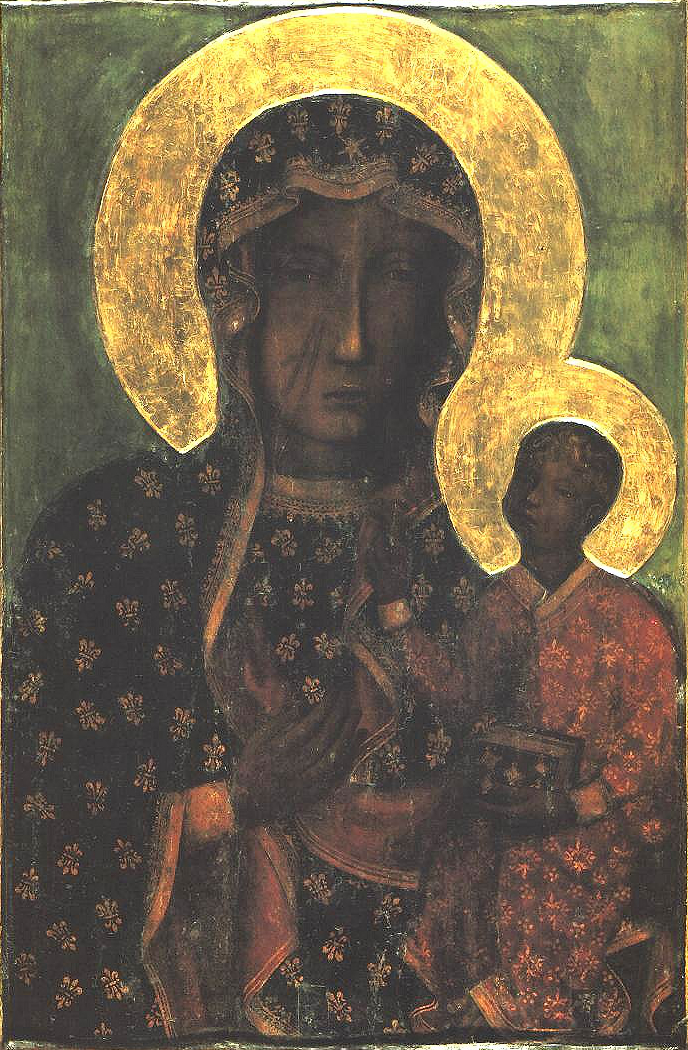
Ченстоховская икона Божией Матери
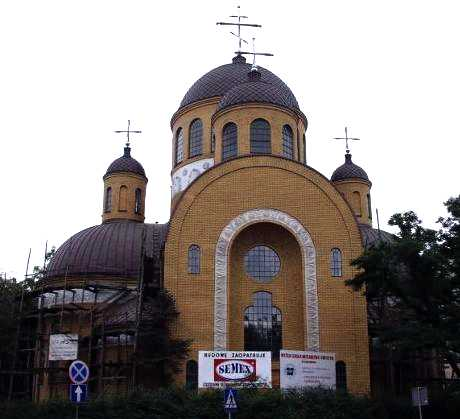
Церковь Ченстоховской иконы Божией Матери (православная)
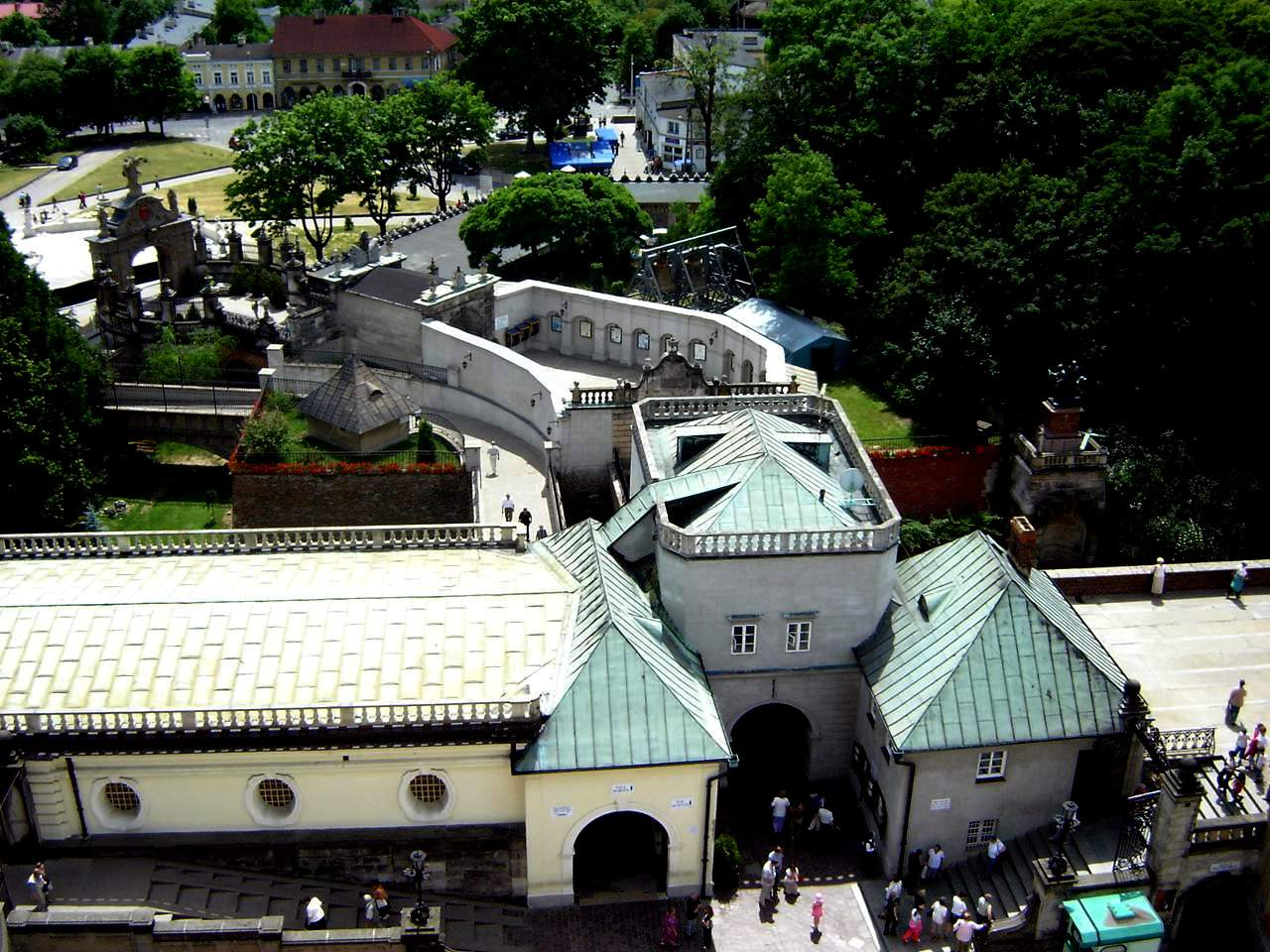
Ворота Ясногорского монастыря
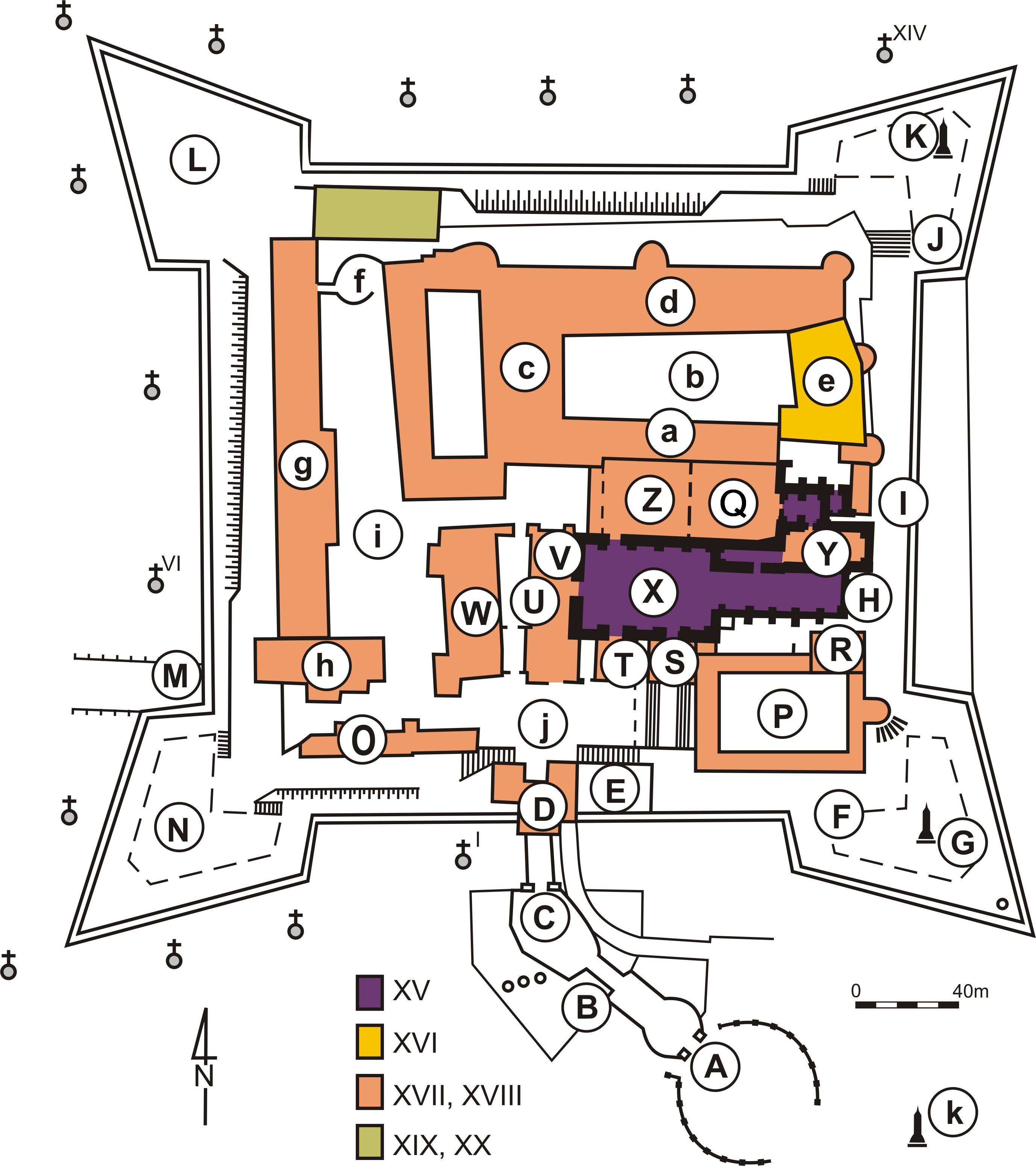
Схема Ясногорского монастыря
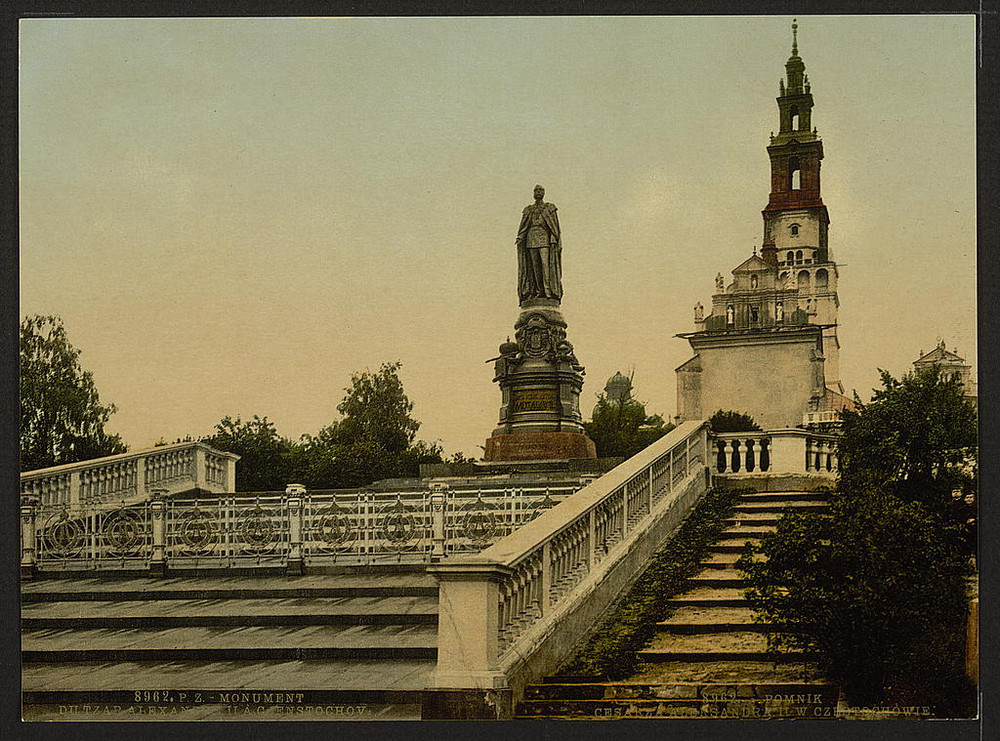
Ченстохов в 1897 году. Памятник Александру II (снесён в 1918)
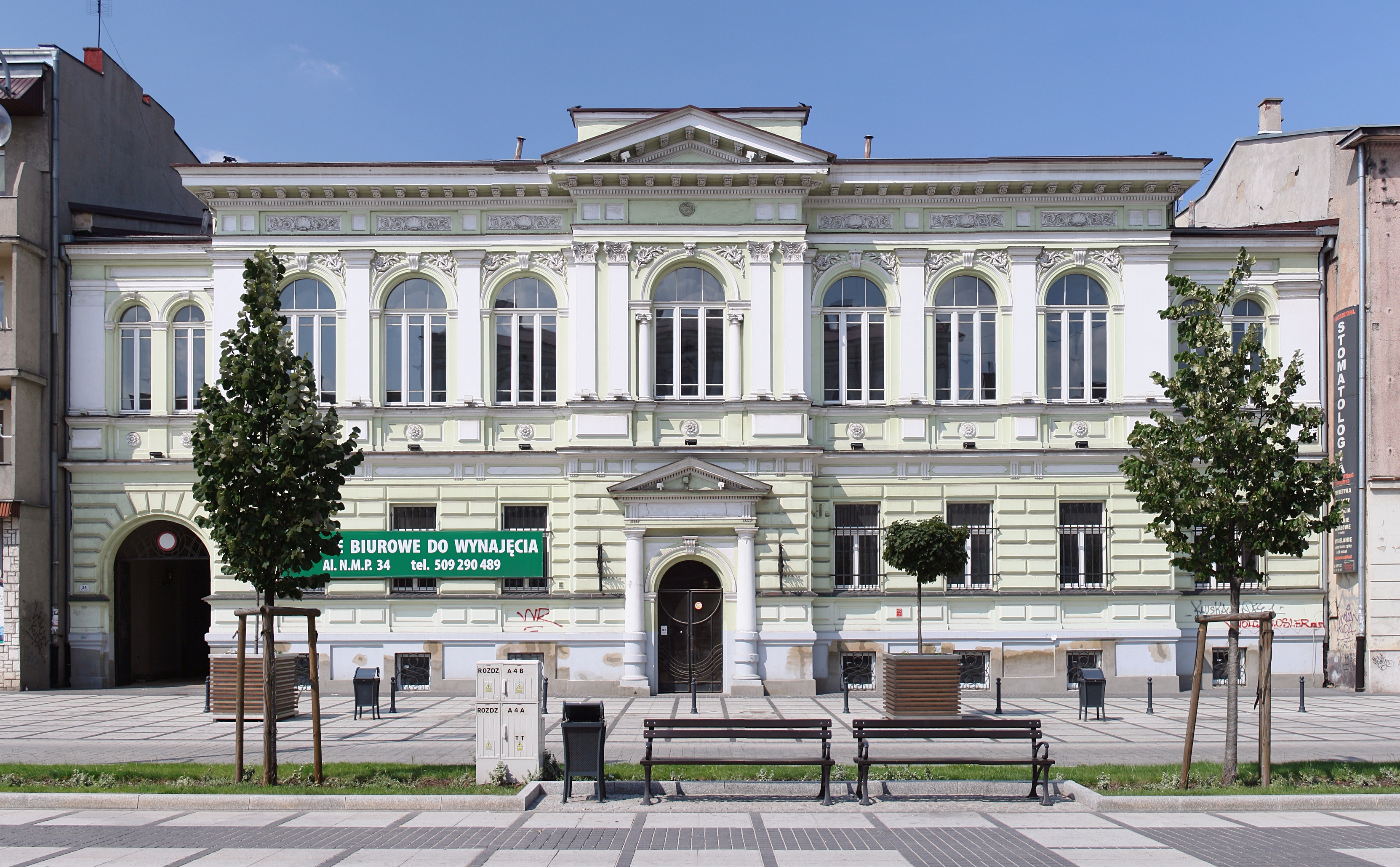
Бывший Государственный банк Российской империи
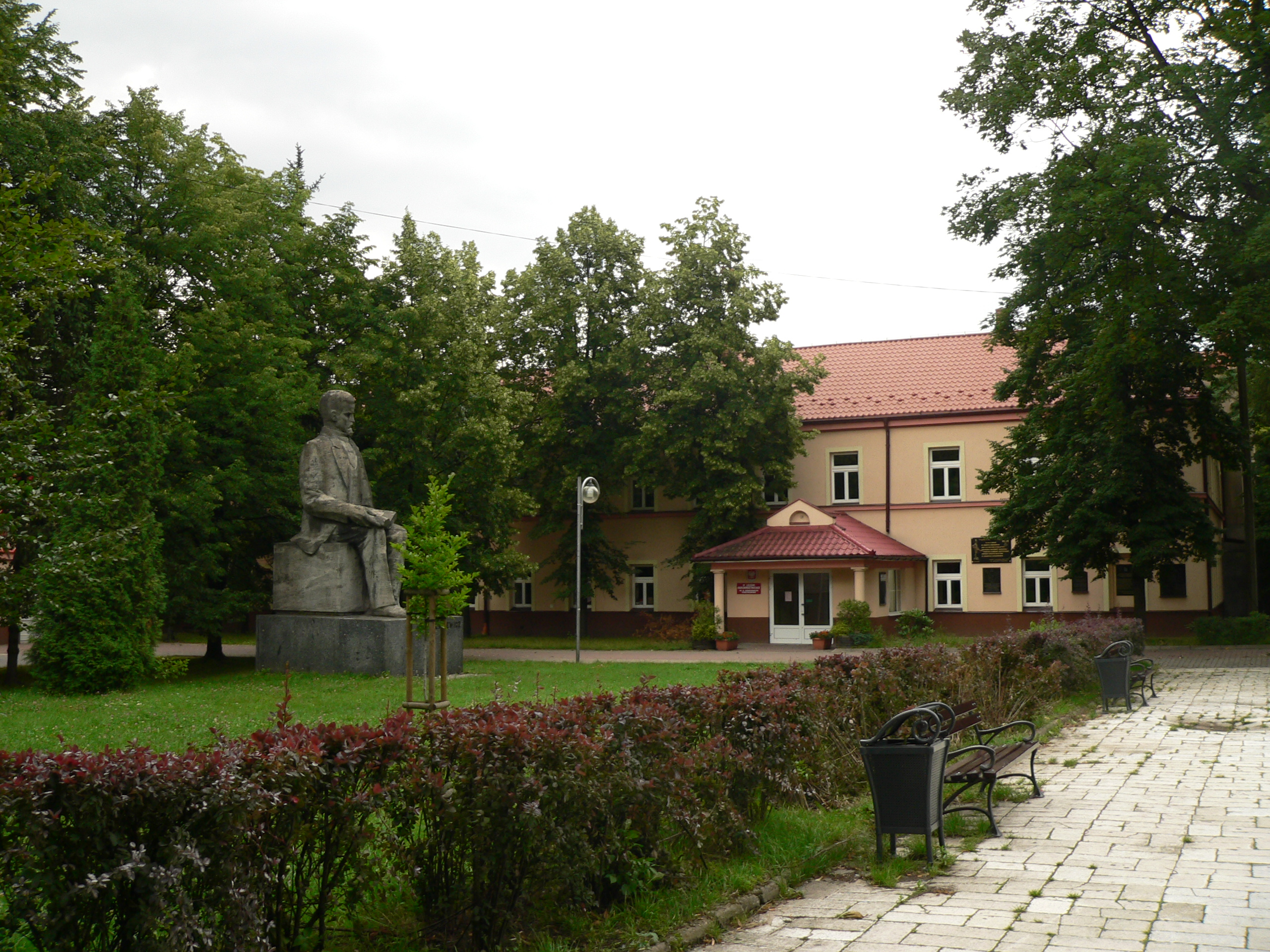
Памятник Генрику Сенкевичу
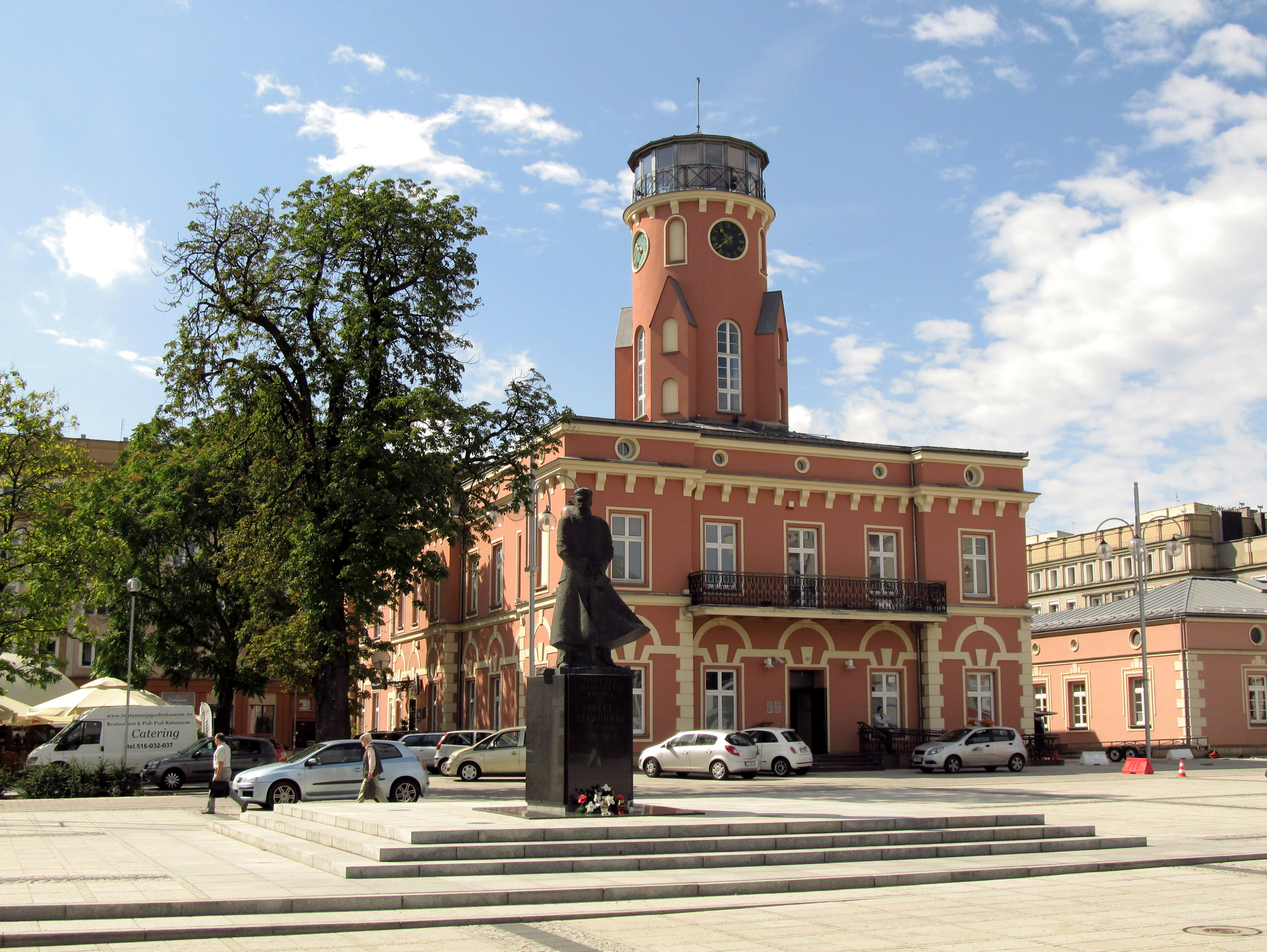
Ратуша (теперь городской музей)
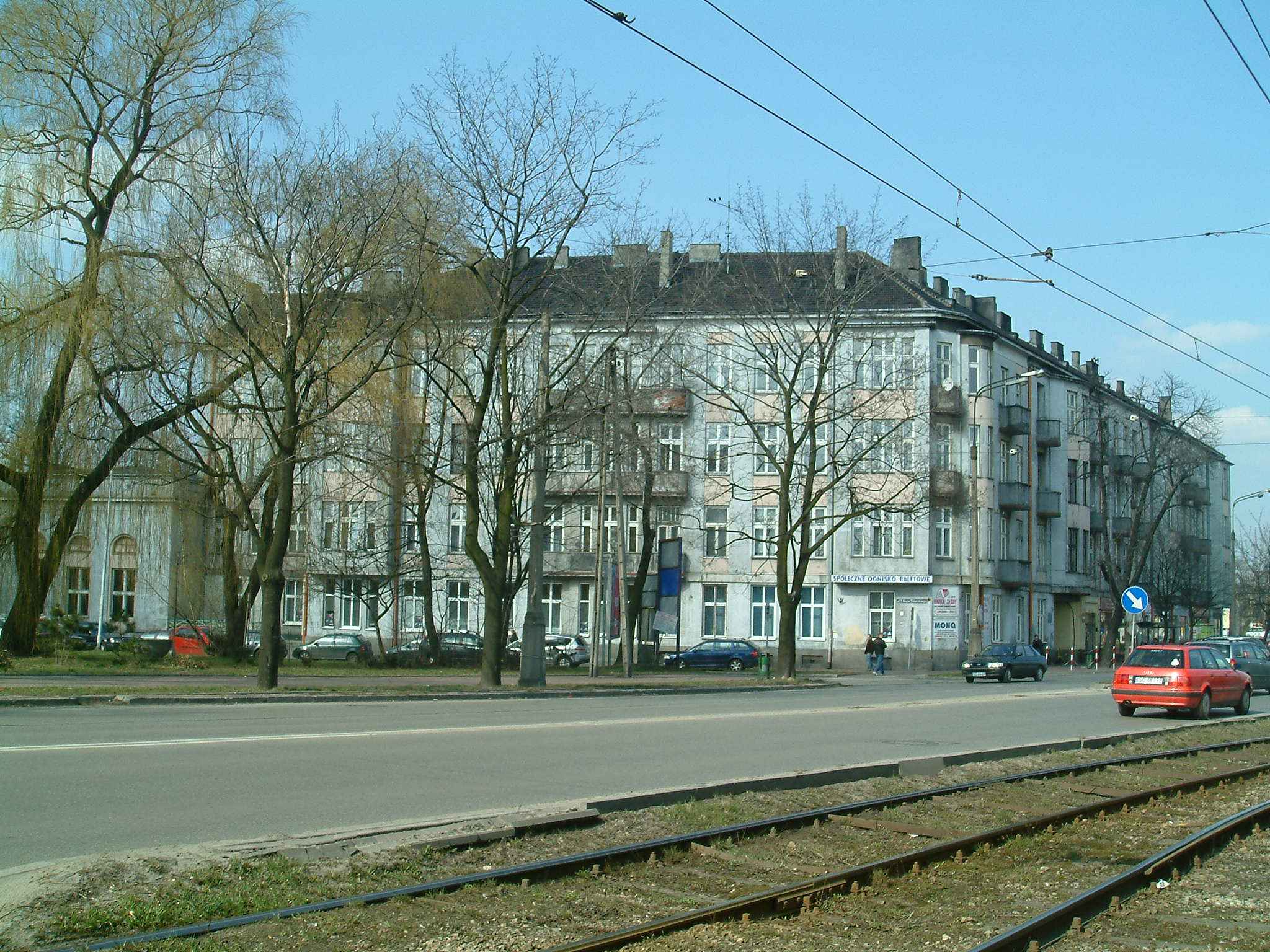
Дом Великого князя
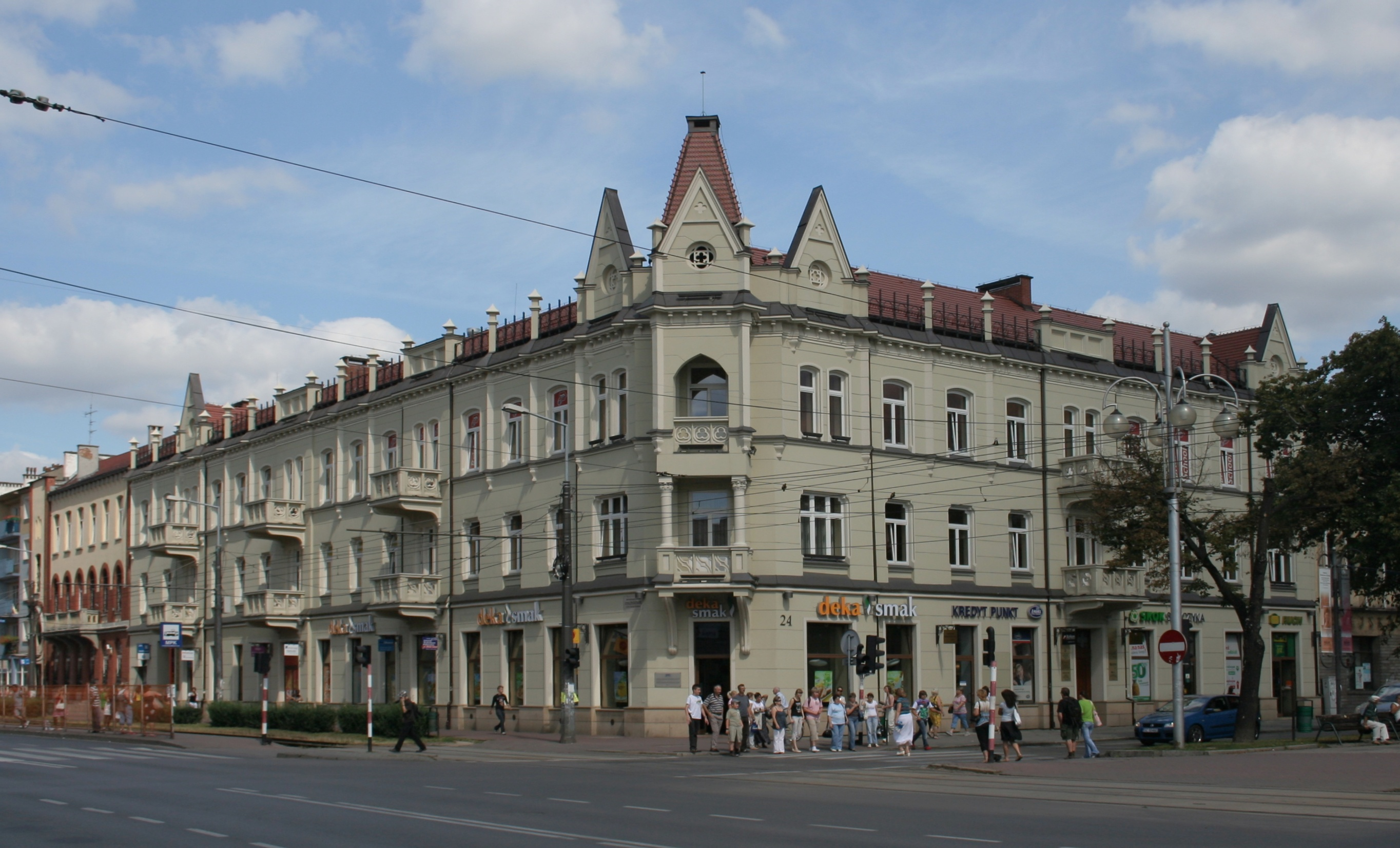
Купеческий дом
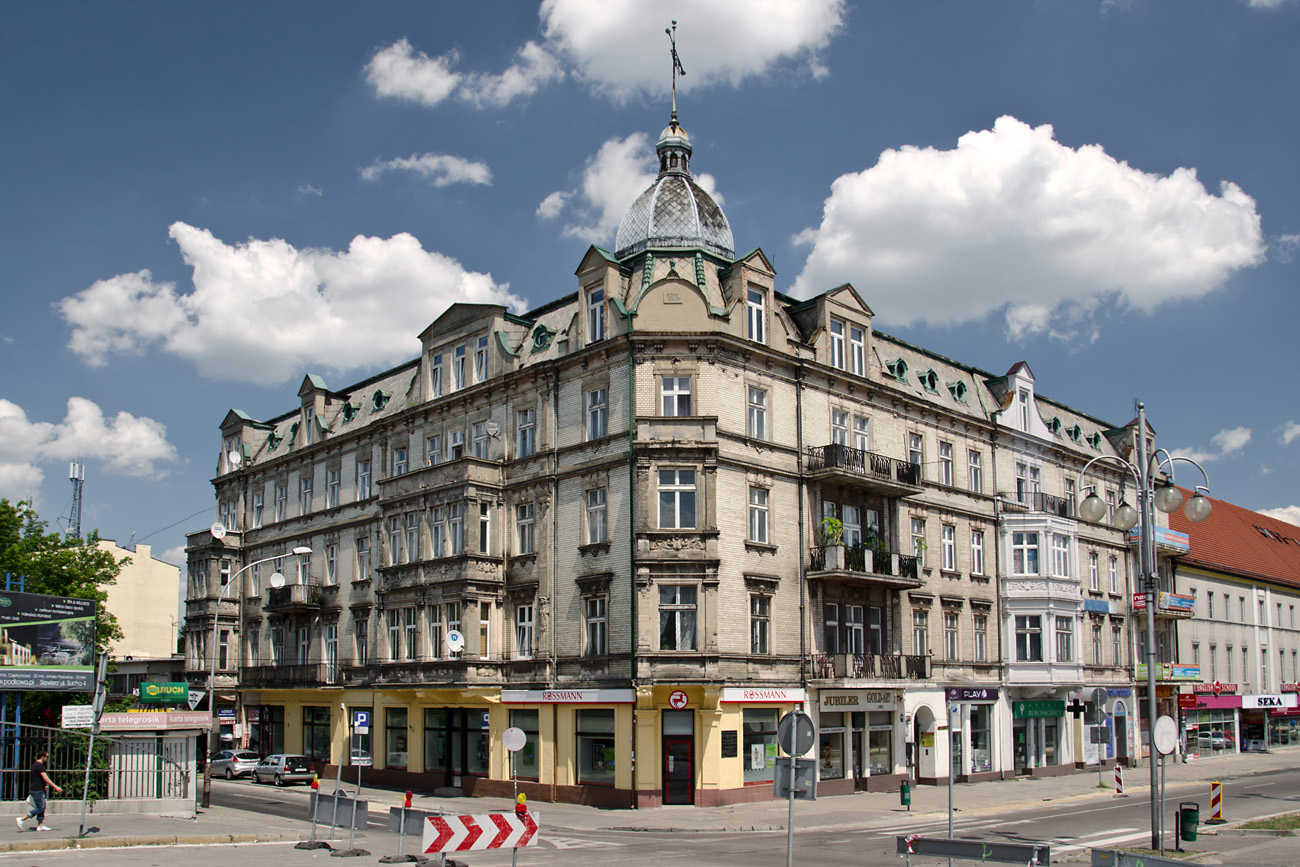
Дом Франкэ
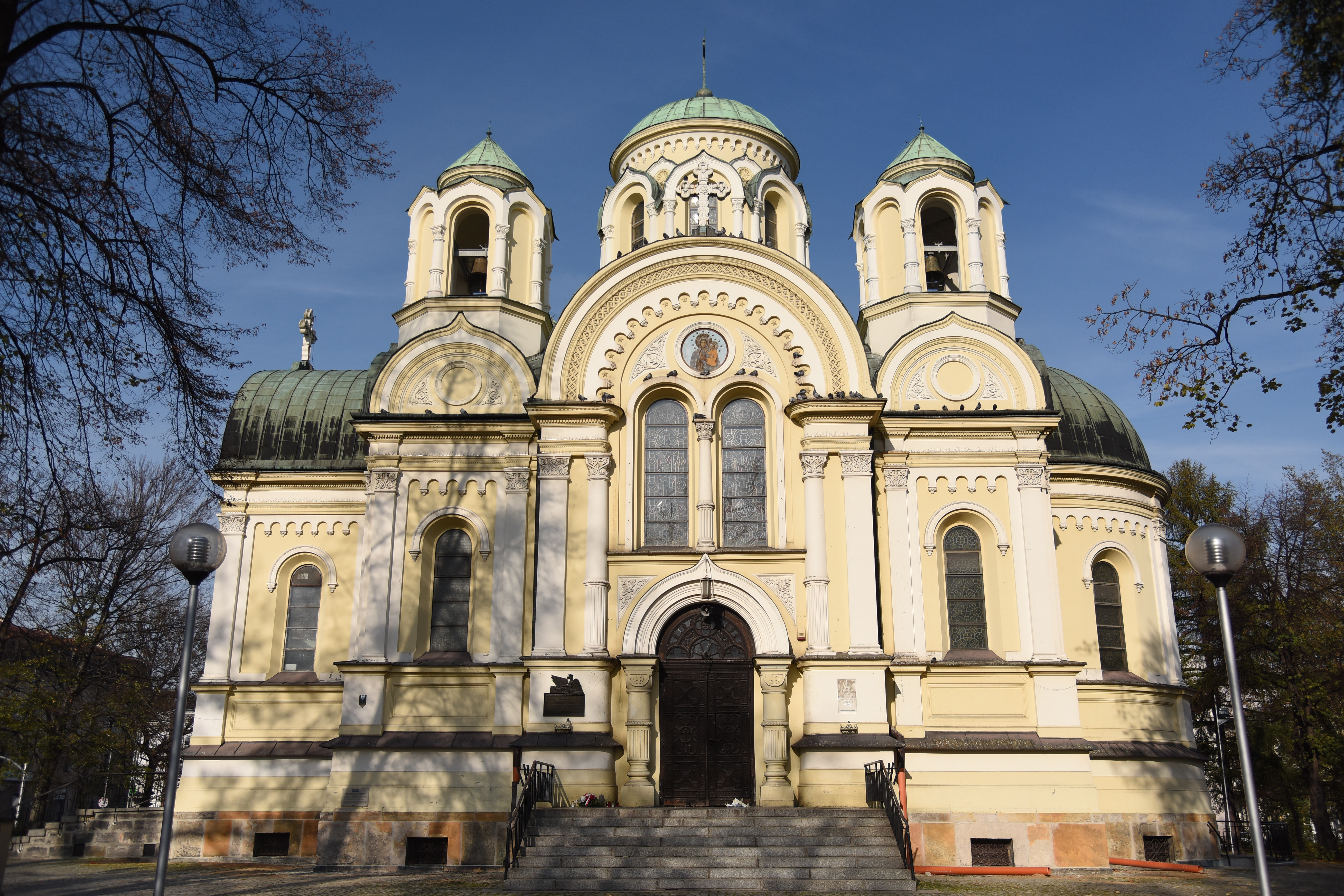
Бывшая церковь св. Кирилла и Мефодия (ныне костёл св. Якуба)
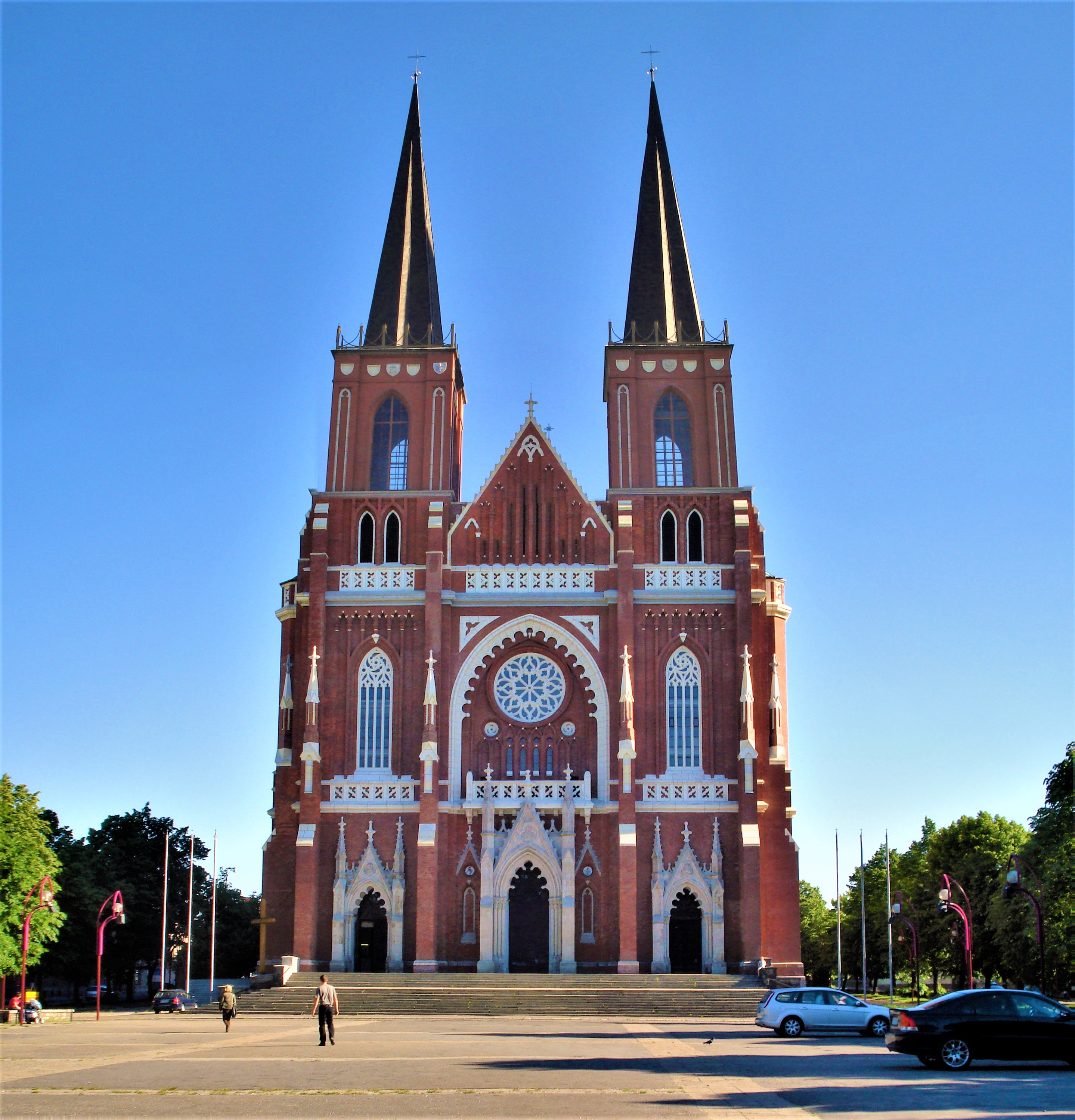
Базилика Святого Семейства

## События
В Ченстохове регулярно проходят фестивали, как духовные, так и светские:
- Дни Ченстоховы. Городской фестиваль, который длится несколько дней и проходит ближе к 26 августа (праздник иконы Ченстоховской Божьей Матери).
- с 1974 года в Ченстохове проводится ежегодный литературный конкурс имени Халины Посвятовской
- с 1991 года проводится ежегодный Международный фестиваль духовной музыки «Гаудэ Матер»[20]
- с 2008 года проводится ежегодный Конкурс хорошей песни — фестиваль имени Калины Ендрусик[21]
- Ежегодный фестиваль классического джаза Hot Jazz Spring

## Транспорт
В Ченстохове два железнодорожных вокзала: Ченстохова особова и Ченстохова-Страдом. Первый из них расположен на железнодорожной ветке Варшава — Вена (второй железной дороге Российской империи) и был построен в 1846 году (вокзал в Москве был открыт в 1849).

## Города-побратимы
| - Альтёттинг (Германия) - Вифлеем (Палестинская автономия) - Фатима (Португалия) - Лорето (Италия) - Лурд (Франция) - Пфорцхайм (Германия) | - Назарет (Израиль) - Сапопан (Мексика) - Резекне (Латвия) - Саут-Бенд (США) - Шяуляй (Литва) - Пинск (Беларусь) - Харьков (Украина) |

## Почётные граждане
Звание присваивается с 1991 года.
- Иоанн Павел II — папа римский (присвоено 15 августа 1991)
- Рышард Качоровский — президент Польши в изгнании (присвоено 19 мая 2003)
- Мария-Тереза и Пьер Шабон — общественные деятели (присвоено 14 июня 2008)
- Зыгмунт Ролат — предприниматель и филантроп еврейского происхождения (присвоено 26 января 2012)